# Tropaeolaceae
Tropaeolaceae (klimkersfamilie) is een familie van tweezaadlobbige planten. Een familie onder deze naam wordt algemeen erkend door systemen voor plantentaxonomie, en ook door het APG-systeem (1998) en het APG II-systeem (2003).
De familie zal een honderdtal soorten in een drietal genera tellen, maar is vooral bekend van de Oost-Indische kers (Tropaeolum majus). Een soort die als voedselgewas wordt verbouwd is de knolcapucien (Tropaeolum tuberosum). Andere soorten zijn Tropaeolum pentaphyllum en Tropaeolum smithii.
In het Cronquist-systeem (1981) was de plaatsing in de orde Geraniales.